# 336-я истребительная авиационная дивизия
336-я истребительная авиационная Ковельская Краснознамённая дивизия (336-я иад) — соединение Военно-Воздушных сил (ВВС) Вооружённых сил СССР в Великой Отечественной войне.

## Наименования
- 336-я истребительная авиационная дивизия;
- 336-я истребительная авиационная Ковельская дивизия;
- 336-я истребительная авиационная Ковельская Краснознамённая дивизия.

## Создание дивизии
336-я истребительная авиационная дивизия сформирована в ноябре 1943 года в составе ВВС Харьковского военного округа на основании Приказа НКО.

## Расформирование дивизии
336-я истребительная авиационная Ковельская Краснознамённая дивизия расформирована 01 июля 1960 года

## В действующей армии
В составе действующей армии:
- с 16 марта 1944 года по 9 мая 1945 года.

## Командиры дивизии
| Звание                           | Ф. И. О.                       | Период                  | Примечание                                |
| -------------------------------- | ------------------------------ | ----------------------- | ----------------------------------------- |
| Полковник                        | Петров Сергей Максимович       | 12.12.1943 — 30.05.1944 | Не вернулся из боевого вылета             |
| Полковник                        | Гращенков Сергей Павлович      | 01.06.1944 — 03.02.1947 | с октября 1943 года заместитель командира |
| Полковник, Генерал-майор авиации | Кретов Николай Прокофьевич     | 07.1946 — 10.1950       |                                           |
| Генерал-майор авиации            | Михайлов Константин Алексеевич | 09.1950 — 12.1951       | с ноября 1947 года заместитель командира  |
| Полковник                        | Юдаев Виктор Никитович         | 01.1952 — 12.1953       |                                           |

## В составе объединений
| Дата          | Фронт (округ)                        | Армия                            | Корпус                                 |
| ------------- | ------------------------------------ | -------------------------------- | -------------------------------------- |
| 15.11.1943 г. | Харьковский военный округ            | ВВС Харьковского военного округа |                                        |
| 16.03.1944 г. | 2-й Белорусский фронт                | 6-я воздушная армия              | -                                      |
| 05.04.1944 г. | Резерв Верховного Главнокомандования | 6-я воздушная армия              | -                                      |
| 24.04.1944 г. | 1-й Белорусский фронт                | 6-я воздушная армия              | -                                      |
| 02.09.1944 г. | 3-й Прибалтийский фронт              | 14-я воздушная армия             | -                                      |
| 03.10.1944 г. | 1-й Прибалтийский фронт              | 3-я воздушная армия              | -                                      |
| 29.10.1944 г. | 1-й Прибалтийский фронт              | 3-я воздушная армия              | -                                      |
| 15.02.1945 г. | 2-й Прибалтийский фронт              | 15-я воздушная армия             | -                                      |
| 29.03.1945 г. | Ленинградский фронт                  | 15-я воздушная армия             | -                                      |
| 09.05.1945 г. | Ленинградский фронт                  | 15-я воздушная армия             | -                                      |
| 09.07.1945 г. | Прибалтийский военный округ          | 15-я воздушная армия             | -                                      |
| 29.10.1945 г. | Прибалтийский военный округ          | 15-я воздушная армия             | 11-й истребительный авиационный корпус |
| 20.02.1949 г. | Прибалтийский военный округ          | 30-я воздушная армия             | 54-й истребительный авиационный корпус |
| 01.09.1953 г. | Северный военный округ               | 22-я воздушная армия             |                                        |
| 01.07.1960 г. | Северный военный округ               | 22-я воздушная армия             |                                        |

## Участие в операциях и битвах
- Полесская наступательная операция — с 19 марта 1944 года по 5 апреля 1944 года.
- Белорусская операция «Багратион»[5] — с 23 июня 1944 года по 29 августа 1944 года.
- Люблин-Брестская операция[5] — с 18 июля 1944 года по 2 августа 1944 года.
- Тартуская наступательная операция[5] — с 10 августа 1944 года по 6 сентября 1944 года.
- Рижская операция[5] — с 14 сентября 1944 года по 22 октября 1944 года.
- Мемельская операция[5] — с 5 октября 1944 года по 22 октября 1944 года.
- Восточно-Прусская операция — с 13 января 1945 года по 25 апреля 1945 года.
- Блокада и ликвидация Курляндской группировки[5] — с 15 февраля 1945 года по 9 мая 1945 года.

В мирное время:
- 13 июля 1952 года лётчик 483-го иап капитан Осинский на истребителе МиГ-15 перехватил и сбил в районе г. Вентспилс шведский самолёт-нарушитель DC-3.

## Состав дивизии
| Полк                                  | Период                     | Примечание               |
| ------------------------------------- | -------------------------- | ------------------------ |
| 4-й истребительный авиационный полк   | 30.12.1945 — 31.01.1946 г. | Убыл в 315-ю иад         |
| 163-й истребительный авиационный полк | 18.11.1943 — 27.05.1946 г. | Убыл в 3-й бак 1-й ВА ДА |
| 164-й истребительный авиационный полк | 02.03.1946 — 01.03.1947 г. | Расформирован            |
| 265-й истребительный авиационный полк | 18.11.1943 — 13.06.1955 г. | Убыл в 113-ю иад         |
| 431-й истребительный авиационный полк | 04.07.1946 — 01.07.1960 г. |                          |
| 483-й истребительный авиационный полк | 02.11.1943 — 01.07.1960 г. | расформирован            |

| Як-9 | Як-9УМ | Як-9 |

## Боевой состав на 9 мая 1945 года
- 163-й истребительный авиационный полк (Як-9)
- 265-й истребительный авиационный полк (Як-9)
- 483-й истребительный авиационный полк (Як-9)

## Почётные наименования
- 336-й истребительной авиационной дивизии за отличие в боях при освобождении города Ковеля присвоено почётное наименование «Ковельская»[10].
- 163-му Краснознамённому истребительному авиационному полку за отличие в боях при овладении городами Седлец, Минск-Мазовецкий и Луков 12 августа 1944 года присвоено почётное наименование «Седлецкий»[11].

## Награды
- 336-я Ковельская истребительная авиационная дивизия Указом Президиума Верховного Совета СССР от 9 августа 1944 года награждена орденом «Боевого Красного Знамени».
- 163-й истребительный авиационный полк pа образцовое выполнение заданий командования в боях с немецкими захватчиками, за овладение городом Хелм (Холм) и проявленные при этом доблесть и мужество Указом Президиума Верховного Совета СССР от 9 августа 1944 года награждён орденом «Боевого Красного Знамени».

## Благодарности Верховного Главнокомандующего
- За отличие в боях при овладении важным опорным пунктом обороны немцев и крупным железнодорожным узлом — городом Ковель[12].
- За отличие в боях при овладении областным центром Советской Белоруссии городом Пинск — важным опорным пунктом обороны немцев на брестском направлении[13].
- За отличие в боях при овладении штурмом городом Хелм (Холм) — важным опорным пунктом обороны немцев на люблинском направлении[14].
- За отличие в боях при овладении городом и крепостью Демблин[15].
- За овладение городом Валга[16].
- За прорыв обороны противника северо-западнее и юго-западнее города Шяуляй (Шавли) и овладении важными опорными пунктами обороны немцев Телыпай, Плунгяны, Мажейкяй, Тришкяй, Тиркшляй, Седа, Ворни, Кельмы, а также овладении более 2000 других населённых пунктов[17].

## Отличившиеся воины дивизии
- Булгаков Андрей Пантелеевич, старший лейтенант, заместитель командира эскадрильи 265-го истребительного авиационного полка 336-й истребительной авиационной дивизии 3-й воздушной армии 18 августа 1945 года удостоен звания Герой Советского Союза. Золотая Звезда № 7935.
- Кибкалов Михаил Моисеевич, старший лейтенант, командир звена 163-го истребительного авиационного полка 336-й истребительной авиационной дивизии 15-й воздушной армии 15 мая 1946 года удостоен звания Герой Советского Союза. Золотая Звезда № 6226.
- Конышев Николай Сергеевич, майор, командир эскадрильи 163-го истребительного авиационного полка 336-й истребительной авиационной дивизии 15-й воздушной армии 18 августа 1945 года удостоен звания Герой Советского Союза. Золотая Звезда № 8042.
- Манкевич Виктор Михайлович, майор, штурман 163-го истребительного авиационного полка 336-й истребительной авиационной дивизии 15-й воздушной армии 18 августа 1945 года удостоен звания Герой Советского Союза. Золотая Звезда № 8584.
- Некрасов Владимир Петрович, старший лейтенант, заместитель командира эскадрильи 483-го истребительного авиационного полка 336-й истребительной авиационной дивизии 3-й воздушной армии 18 августа 1945 года удостоен звания Герой Советского Союза. Золотая Звезда № 7958.

## Разное
Лётчик 483-го истребительного авиационного полка капитан Осинский 13 июля 1952 года на истребителе МиГ-15 перехватил и сбил шведский самолёт-нарушитель DC-3 (район г. Вентспилс).

## Базирование
| Период                  | Место базирования  |
| ----------------------- | ------------------ |
| 07.1945 — 01.09.1953    | Рига, Латвия       |
| 01.09.1953 — 01.07.1960 | Подужемье, Карелия |